# Vicq-Exemplet
Vicq-Exemplet är en kommun i departementet Indre i regionen Centre-Val de Loire i de centrala delarna av Frankrike. Kommunen ligger i kantonen La Châtre som tillhör arrondissementet La Châtre. År 2022 hade Vicq-Exemplet 321 invånare.

## Befolkningsutveckling
Antalet invånare i kommunen Vicq-Exemplet
Referens:INSEE